# 스탈린주의
스탈린주의(러시아어: сталини́зм)는 이오시프 스탈린이 소비에트 연방과 동구권에서 시행한 마르크스-레닌주의 체제를 묘사하는 말이다. 스탈린주의 치하의 소련과 동구권에서는 급속한 산업화와 도시화, 사회주의식 계급투쟁, 보여주기 재판, 일당제, 종교 박해, 스탈린에 대한 개인숭배와 같은 사회 현상들이 나타났다.
스탈린주의는 또한 반대파에 대한 강경하고 무자비한 탄압을 시행했는데 부농이나 반혁명 노동자처럼 인민의 적으로 분류된 사람들은 굴라크에 투옥되거나, 대숙청 과정에서 처형되었다. 
그러나 서구권에서조차도 스탈린주의라는 용어가 긍정적인지 부정적인지는 학자의 성향에 따라 여전히 극명하게 갈리고 있다. 반면 동구권에서는 스탈린주의는 공산주의 사회 건설에 대한 가장 실용적이고 이상적인 방법론으로 여겨졌다.
1956년 스탈린 격하 운동이 발생하며 스탈린주의 정책은 대부분의 공산국가에서 더이상 시행되지 않았으나, 반수정주의를 고수하던 중화인민공화국은 여전히 스탈린주의 정책을 고집했다.

## 의미
이 표현을 처음 사용한 사람은 스탈린의 측근인 라자리 카가노비치였다. 스탈린 본인은 스스로의 사상을 ‘스탈린주의’라고 정의한 적이 없으며, 그는 자신의 사상을 마르크스-레닌주의라고 칭하였다. 이러한 점에서 스탈린주의는 마르크스-레닌주의와 같은 뜻으로 여겨진다.
이 ‘스탈린주의’라는 표현 자체는 긍정적 의미로 쓰인 적이 거의 없으며, 일반적으로 스탈린의 정치와 사상에 반대하는 자들에 의해서 쓰여진다. 다양한 마르크스주의의 분파들 중 스스로를 ‘스탈린주의’로 지칭한 분파는 거의 없으며, 특히 트로츠키주의에서는 상대방의 오류를 비난할 때 ‘스탈린주의’라는 표현을 자주 사용한다.

## 특징
레닌주의에 대한 스탈린의 독특한 해석, 그리고 그의 정치 행보를 볼 때, 스탈린주의는 사실상 마르크스-레닌주의의 특징과 다르지 않다. 이에 따르면 스탈린주의는 일국사회주의에 따른 사회주의 지도, 사회주의적 애국주의 강조, 프롤레타리아 단일 정당에 대한 절대적 우위, 급진적인 중공업 육성 정책, 프롤레타리아 도덕주의 강요, 관료주의 등의 특징을 갖고 있다고 할 수 있다.
그러나, 스탈린 집권기에 진행된 비밀경찰에 의한 테러와 관료 조직의 비대화, 전체주의 현상을 종합하여 별도의 특징으로 기술할 때 마르크스-레닌주의와 스탈린주의는 별개의 뜻으로 분류되기도 한다.

## 비판
일부 학자들은 전체주의 정치, 비밀경찰의 상시 운용, 강력한 통제 등의 요소를 들어서 스탈린주의가 파시즘과 유사하다고 비판한다. 이러한 관점에서 스탈린주의는 ‘적색파시즘’이라고 불렸다.

## 같이 보기
- 이오시프 스탈린
- 안드레이 즈다노프
- 게오르기 디미트로프
- 허를러깅 처이발상
- 클레멘트 고트발트
- 마차시 라코시
- 니코스 자카리아디스
- 엔베르 호자
- 라자리 카가노비치